# 茂世王
茂世王（しげよおう、生没年不詳）は、平安時代初期の皇族。贈太政大臣・仲野親王の子。官位は正四位下・刑部卿。

## 経歴
承和8年（841年）従四位下に初叙され、翌承和9年（842年）に大学頭に任ぜられる。
嘉祥3年（850年）仁明天皇が崩御した際には作路司を務める。仁寿2年（852年）讃岐権守次いで丹波守と地方官に転じる。天安2年（858年）の8月の文徳天皇崩御に際しては山作司を務めた。
同年11月に清和天皇が即位すると弾正大弼として京官に復す。貞観元年（859年）従四位上に叙されたのち、貞観3年（861年）阿波守、貞観8年（866年）には大宰大弐と清和朝前半は再び地方官を歴任する。貞観11年（869年）5月に豊前国博多津が新羅の海賊に襲撃に遭い年貢の絹綿を略奪される。大宰府は出兵して追捕を試みるが取り逃がしてしまう（新羅の入寇）。6月にこの襲撃を太政官に言上するが、7月になってから勅により譴責を受ける。のち、諸国から俘囚を集め、鴻臚館・中島館・津厨などの大宰府の要所に配備して海賊に備えるが、12月になると大弐は藤原冬緒と交代し、茂世王は宮内卿に遷った。のち刑部卿に任ぜられるなど清和朝後半は京官を務めている。のち時期は不明ながら正四位下に至った。

## 官歴
『六国史』による。
- 承和8年（841年） 11月20日：従四位下（直叙）
- 承和9年（842年） 8月11日：大学頭
- 嘉祥3年（850年） 3月22日：作路司（仁明天皇崩御）
- 嘉祥4年（851年） 4月1日：出居侍従
- 仁寿2年（852年） 正月15日：讃岐権守。2月28日：丹波守
- 斉衡2年（855年） 正月15日：丹波守
- 天安2年（858年） 8月27日：山作司（文徳天皇崩御）11月25日：弾正大弼
- 貞観元年（859年） 11月19日：従四位上
- 貞観3年（861年） 正月13日：阿波守
- 貞観8年（866年） 正月13日：大宰大弐
- 貞観9年（867年） 4月11日：大宰大弐
- 貞観11年（869年） 12月8日：宮内卿
- 時期不明：刑部卿
- 貞観16年（874年） 正月15日：兼加賀守。11月21日：子息の好風・孫の貞文が臣籍降下（平朝臣姓）
- 時期不明：正四位下[4]。

## 系譜
『尊卑分脈』による。
- 父：仲野親王
- 母：不詳
- 妻：不詳
  - 男子：平好風